# 庫安巴區
14°49′S 36°33′E / 14.817°S 36.550°E

庫安巴區（葡萄牙語：Cuamba），是莫桑比克的行政區，位於該國西北部，由尼亞薩省負責管轄，首府設於庫安巴，面積5,121平方公里，2007年人口184,773，人口密度每平方公里36人。